# Коскиранта, Ярно
Я́рно Ко́скиранта (фин. Jarno Koskiranta; 9 декабря 1986, Паймио) — финский хоккеист, нападающий. Обладатель Кубка Гагарина. В настоящее время завершил карьеру игрока.

## Карьера
Ярно Коскиранта дебютировал во взрослом хоккее в 2007 году в составе команды «Саламат», которая выступала во второй по силе лиге в Финляндии. Через год Коскиранта перебрался в клуб СМ-Лиги «СайПа», где провёл три полноценных сезона, два из которых был ассистентом капитана. Сезон 2012/13 Ярно провёл в составе клуба «Таппара», где завоевал вместе с командой серебряные медали по итогам чемпионата. В общей сложности, в чемпионатах Финляндии на высшем уровне Ярно провёл 250 матчей, в которых набрал 152 (71+81) очка.
1 мая 2013 года стало известно о том, что Ярно Коскиранта продолжит свою карьеру в новосибирской «Сибири».
В сезоне 2016/2017 выиграл Кубок Гагарина в составе СКА.
В 2020 году решил вернуться в Финляндию в клуб «СайПа». В январе 2023 года «СайПа» отдала Коскиранту в аренду тамперскому клубу «Ильвес» с контрактом, рассчитанным на конец сезона 2022/23. По итогам сезона Коскиранта вместе с Ильвесом завоевал бронзовые медали Лииги. Перед началом матча за бронзовые медали он заявил, что завершит игровую карьеру.

### Международная
Коскиранта дважды участвовал в Еврохоккейтуре в составе сборной Финляндии, в 2012 и 2013 годах. Участник чемпионата мира 2013 и 2016.

## Личная жизнь
Женат. Дочери Оливия и Алиса. Брат Теро также является хоккеистом и играет за клуб «СайПа».

## Достижения
- Чемпион России в составе «СКА» (2016/17).
- Обладатель Кубка Гагарина в составе «СКА» (2016/17).
- Серебряный призёр чемпионата мира 2016.
- Серебряный призёр чемпионата Финляндии в составе «Таппары» (2012/13).
- Серебряный призёр чемпионата России в составе «СКА» (2019/20).
- Двукратный бронзовый призёр чемпионата России в составе «СКА» (2017/18, 2018/19).
- Бронзовый призёр чемпионата Финляндии в составе «Ильвеса» (2022/23).

## Статистика
| Легенда | Легенда                    | Легенда | Легенда                   | Легенда | Легенда    |
| ------- | -------------------------- | ------- | ------------------------- | ------- | ---------- |
| И       | Количество проведённых игр | Штр     | Штрафное время            | +/−     | Плюс-минус |
| Г       | Голы                       | П       | Голевые передачи          | О       | Очки       |
| -       | Статистика неизвестна      | —       | Статистика не учитывалась |         |            |